# Cartas de Nicodemo
Cartas a Nicodemo (en polaco, idioma original: Listy Nikodema): novela histórica de Jan Dobraczyński, escrita en 1952, está ambientada en la Palestina en que vivió Cristo, con numerosas referencias a los datos que proporciona el Nuevo Testamento .
La novela ha sido reeditada muchas veces en Polonia. También se ha traducido a idiomas extranjeros, incluidos el español, alemán, italiano, inglés, afrikáans, holandés y húngaro.
El autor presenta el Evangelio a través de los ojos de Nicodemo, conocido por el evangelio de Juan. Dobraczyński analiza a través de unas supuestas cartas que Nicodemo envía a un amigo, llamado Justo, la psicología del hombre moderno, los problemas morales, las expectativas, la fragilidad de la vida y las actitudes hacia la enfermedad.
En 2007 se planteó en Polonia incluir esta novela al canon de la lectura escolar. Finalmente, el libro fue eliminado del censo en 2008.